# Tetraserica disoccupata
Tetraserica disoccupata är en skalbaggsart som beskrevs av Ahrens 2004. Tetraserica disoccupata ingår i släktet Tetraserica och familjen Melolonthidae. Inga underarter finns listade i Catalogue of Life.